# Paige Tapp
Paige Tapp (* 21. Juni 1995 in Stewartville, Minnesota) ist eine US-amerikanische Volleyballspielerin.

## Karriere
Tapp begann ihre Karriere an der Stewartville High School in ihrer Heimatstadt. Von 2013 bis 2016 studierte sie an der University of Minnesota und spielte in der Universitätsmannschaft. Anschließend war die Mittelblockerin bei Juncos Valencianas in Puerto Rico aktiv. Beim Pan American Cup 2017 gab sie ihr Debüt in der A-Nationalmannschaft und gewann mit dem Team den Titel. Außerdem nahm sie mit den USA am Volleyball World Grand Prix 2017 teil. Im Dezember desselben Jahres wurde sie nachträglich vom deutschen Bundesligisten Allianz MTV Stuttgart verpflichtet. Mit dem Verein wurde sie in der Saison 2017/18 deutsche Vizemeisterin. Mit den USA gewann sie 2018 erneut den Pan American Cup. 2019 gewann Tapp mit Stuttgart die deutsche Meisterschaft und wechselte anschließend nach Italien zu Lardini Filottrano. Kurz vor Saisonbeginn löste sie ihren Vertrag bei der italienischen Mannschaft wieder auf.
Paige Tapps Zwillingsschwester Hannah Tapp ist ebenfalls Volleyballspielerin und war in der Bundesliga für den Schweriner SC aktiv.